# Кукъс (област)
Област Кукъс (на албански: Qarku i Kukësit) е административно-териториална област в Албания, разположена в североизточната част на страната, с площ от 2374 км2. Съставена е от 3 общини – Кукъс, Тропоя и Хас. Числеността на населението според преброяването през 2011 г. е 85 292 души. Административен център е град Кукъс.